# Scabiosa caucasica
 Scabiosa caucasica   é uma espécie do gênero botânico Scabiosa, da família das Dipsacaceae. 